# Kebesch
Der Kebesch (russisch Кебеж, Большой Кебеж (Bolschoi Kebesch, „Großer Kebesch“)) ist ein rechter Nebenfluss der Oja in der Region Krasnojarsk im Süden von Sibirien.
Der Kebesch entspringt im Ergaki-Gebirgszug im nordöstlichen Westsajan.
Er fließt in nordwestlicher Richtung durch das Bergland.
Die Fernstraße R257 führt ein Stück entlang dem Flusslauf, bevor sie nach Westen nach Tansybei abzweigt. Nördlich von Tansybei mündet der Maly Kebesch linksseitig in den Kebesch. Der Kebesch passiert die Ortschaft Grigorjewka und wendet sich allmählich nach Westen. Er mündet schließlich 10 km nördlich von Jermakowskoje in die Oja, einem rechten Nebenfluss des Jenissei.  
Im Unterlauf bildet der Kebesch zahlreiche Mäander aus. 
Der Kebesch verläuft vollständig innerhalb des Jermakowski rajon.  
Er hat eine Länge von 131 km. Sie entwässert ein Areal von 2170 km². Der mittlere Abfluss am Pegel Grigorjewka beträgt 18 m³/s. Der Kebesch führt im Monat Mai während der Schneeschmelze Hochwasser. Das Monatsmittel liegt im Mai bei 59 m³/s.